# Vertige (film, 1930)
Pour les articles homonymes, voir Vertige (homonymie) et Puttin' on the Ritz.
Pour plus de détails, voir Fiche technique et Distribution.
Vertige (Puttin' on the Ritz) est un film pre-Code américain réalisé par Edward Sloman et sorti en 1930.
C'est le premier de plusieurs films utilisant la chanson titre Puttin' on the Ritz publiée par Irving Berlin en 1929. Cette chanson apparaît dans le film chantée par un ensemble multi-racial, ce qui est une première dans l'histoire d'Hollywood.

## Fiche technique
- Titre original : Puttin' on the Ritz
- Réalisation : Edward Sloman
- Scénario : James Gleason, William K. Wells, d'après une histoire de John W. Considine Jr.
- Production : Feature Productions
- Photographie : Ray June
- Costumes : Alice O'Neil[2]
- Montage : Hal C. Kern, W. Donn Hayes
- Musique : Fred E. Ahlert, Val Burton, Jack Meskill, Sam Messenheimer, Harry Richman, Pete Wendling, Irving Berlin
- Distributeur : United Artists
- Durée : 88 minutes
- Dates de sortie : 
  - États-Unis : 19 février 1930 (Première)
  - France : 2 janvier 1931

## Distribution
- Harry Richman : Harry Raymond
- Joan Bennett : Dolores Fenton
- James Gleason : James 'Jimmy' Tierney
- Aileen Pringle : Mrs. Teddy Von Rennsler
- Lilyan Tashman : Goldie Devere
- Purnell Pratt : George Barnes
- Richard Tucker : Fenway Brooks
- Eddie Kane : Bob Wagner
- George Irving : Dr. Blair
- Sidney Franklin : Schmidt

## Conservation
Toutes les copies du film proviennent d'un tirage des années 1940 qui a été censuré dans le cadre de la législation pre-Code. Le film a été tourné initialement en procédé Technicolor, mais il ne subsiste que des séquences en noir et blanc.